# Колібрі-смарагд гаїтянський
Колі́брі-смара́гд гаїтянський (Riccordia swainsonii) — вид серпокрильцеподібних птахів родини колібрієвих (Trochilidae). Ендемік острова Гаїті. Вид названий на честь британського зоолога Вільяма Джона Свенсона.

## Опис

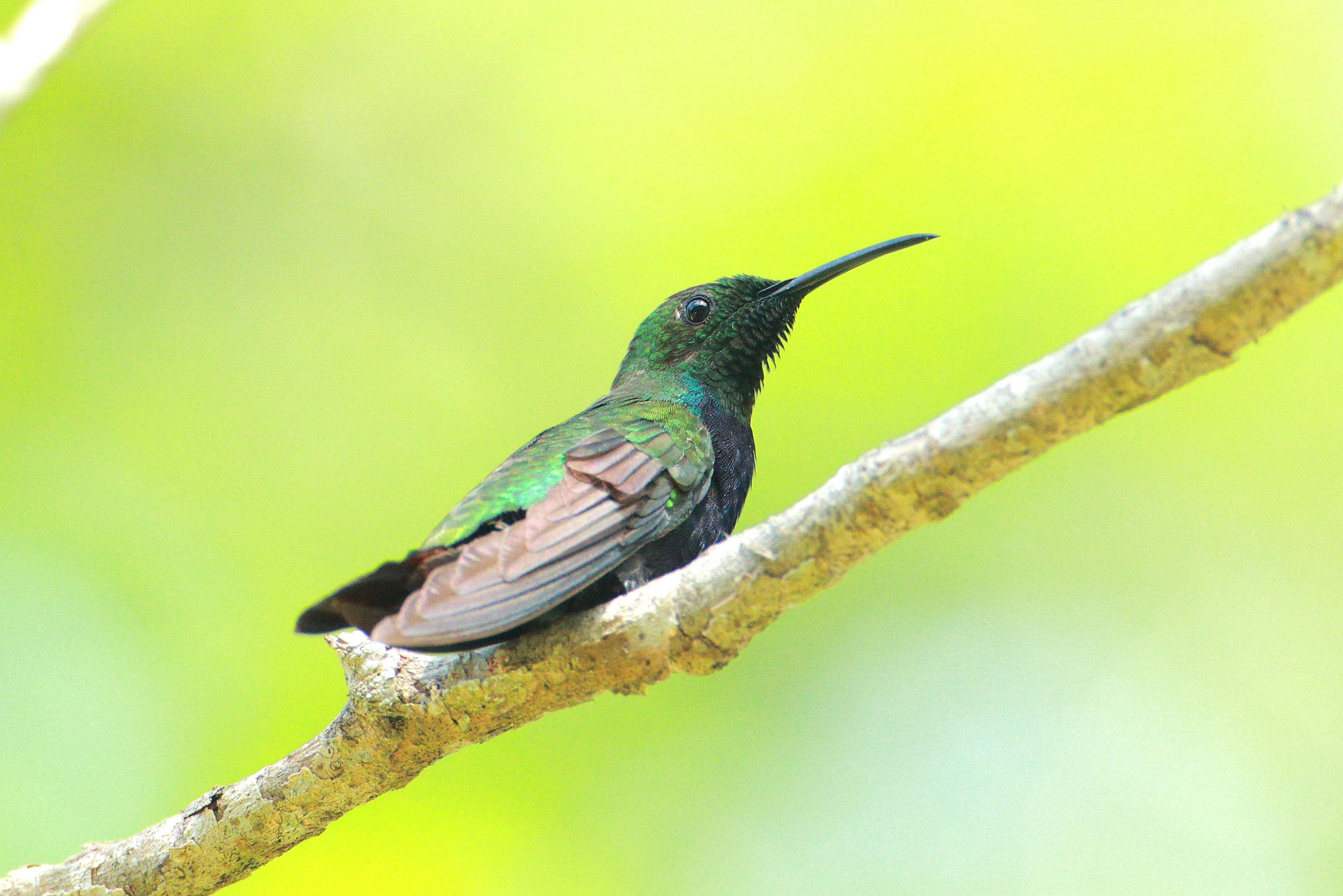
Гаїтянський колібрі-смарагд

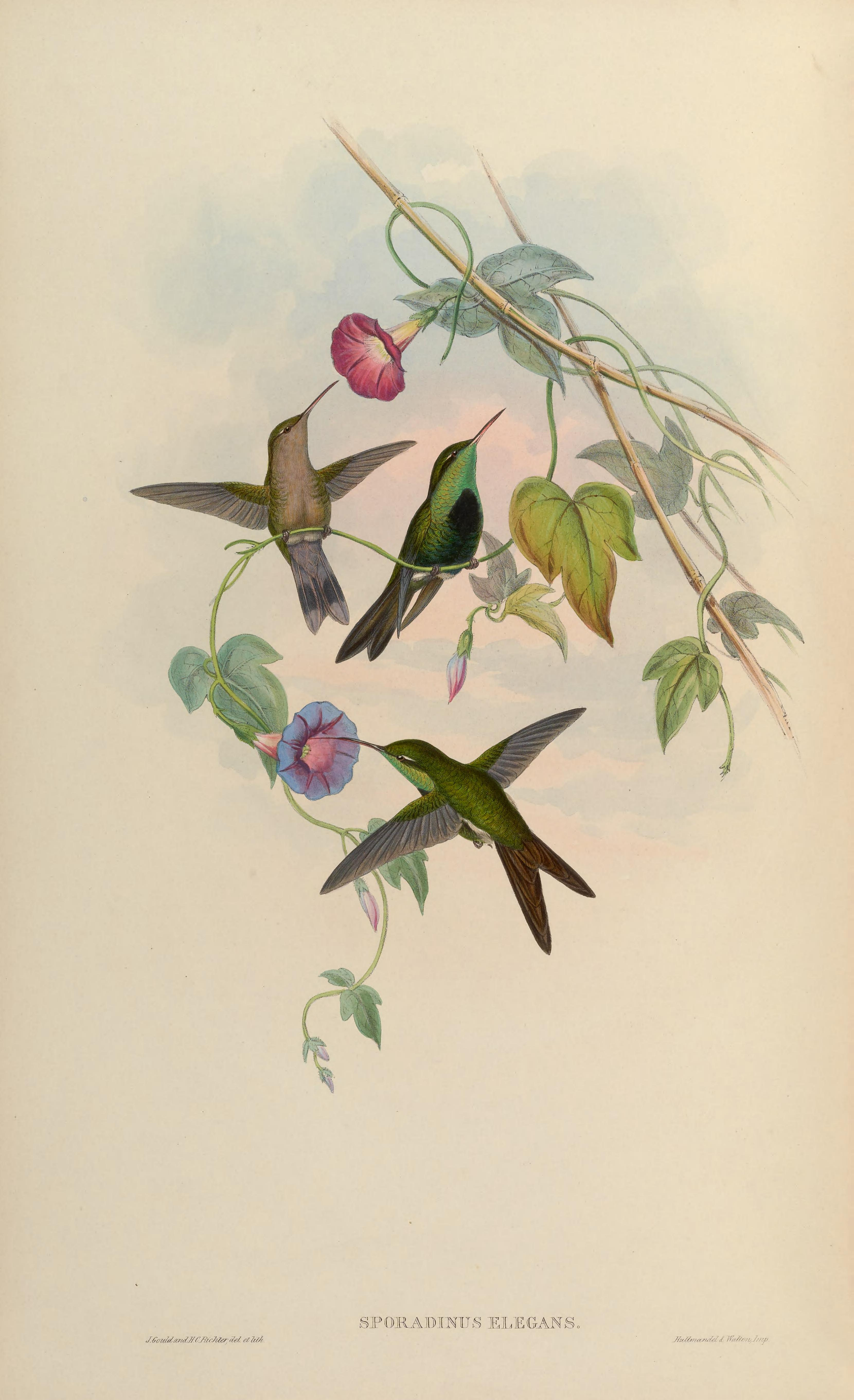
Гаїтянські колібрі-смарагди

Довжина самців становить 9,5-10,5 см, самиць 8,5-9,5 см, вага 2,5-5 г. У самців лоб, тім'я і шоки тьмяні, темно-коричневі, за очима невеликі білі плямки. Решта верхньої частини тіла і боки темно-зелені з бронзовим відблиском, надхвістя темно-зелене. Горло райдужно-зелене, на грудях і животі велика чорна пляма. Решта нижньої частини тіла темно-зелена, більш темна, ніж верхня частина тіла, нижні покривні пера хвоста темно-зелені. Хвіст глибоко роздвоєний, темно-коричневий. Дзьоб зверху чорий, знизу червоний, на кінці дещо вигнутий.
У самиць голова і верхня частина тіла така ж, як у самців. Нижня частина тіла у них сіра, живіт і гузка більш темні. Крайні стернові пера сірі з широкою темно-коричневою смугою на кінці і білими кінчиками, наступна пара переважно темно-зелена з чорними кінчиками, три центральні пари стернових пер зелені. Дзьоб у них більш вигнутий, ніж у самців.

## Поширення і екологія
Гаїтянські колібрі-смарагди мешкають в Гаїті і Домініканській Республіці. Вони живуть в густих гірських і рівнинних тропічних тропічних лісах, на узліссях, в чагарникових заростях і на тінистих кавових плантаціях. Зустрічаються на висоті до 3000 м над рівнем моря, переважно на висоті від 500 до 2500 м над рівнем моря.
Гаїтянські колібрі-смарагди живляться нектаром різноманітних квітучих рослин, зокрема Inga vera, Heliconia bihai, Rhytidophyllum auriculatum, Caesalpinia pulcherima, Aechmea і Hibiskus, а також комахами, яких ловлять в польоті. Вони шукають нектар на висоті від 3 до 18 м над землею, переміщуючись за певним маршрутом.
Сезон розмноження у гаїтянських колібрі-смарагдів триває з січня по червень, іноді до серпня. Гніздо чашоподібне, відносно велике, робиться з моху, поперотевих волокон та іншого рослинного матеріалу, зовні покривається лишайниками і павутинням. Воно розміщується на невисокому дереві або в підліску, на висоті від 0,5 до 2 м над землею, іноді на висоті до 10 м над землею. В кладці 2 яйця. Інкубаційний період триває 15-16 днів, пташенята покидають гніздо через 20-22 дні після вилуплення. Птахи набувають статевої зрілості у віці 2 років.